# Libnotes (Afrolimonia) sokotrana
Libnotes (Afrolimonia) sokotrana is een tweevleugelige uit de familie steltmuggen (Limoniidae). De soort komt voor in het Afrotropisch gebied.